# Broderick Crawford
Pour les articles homonymes, voir Crawford.

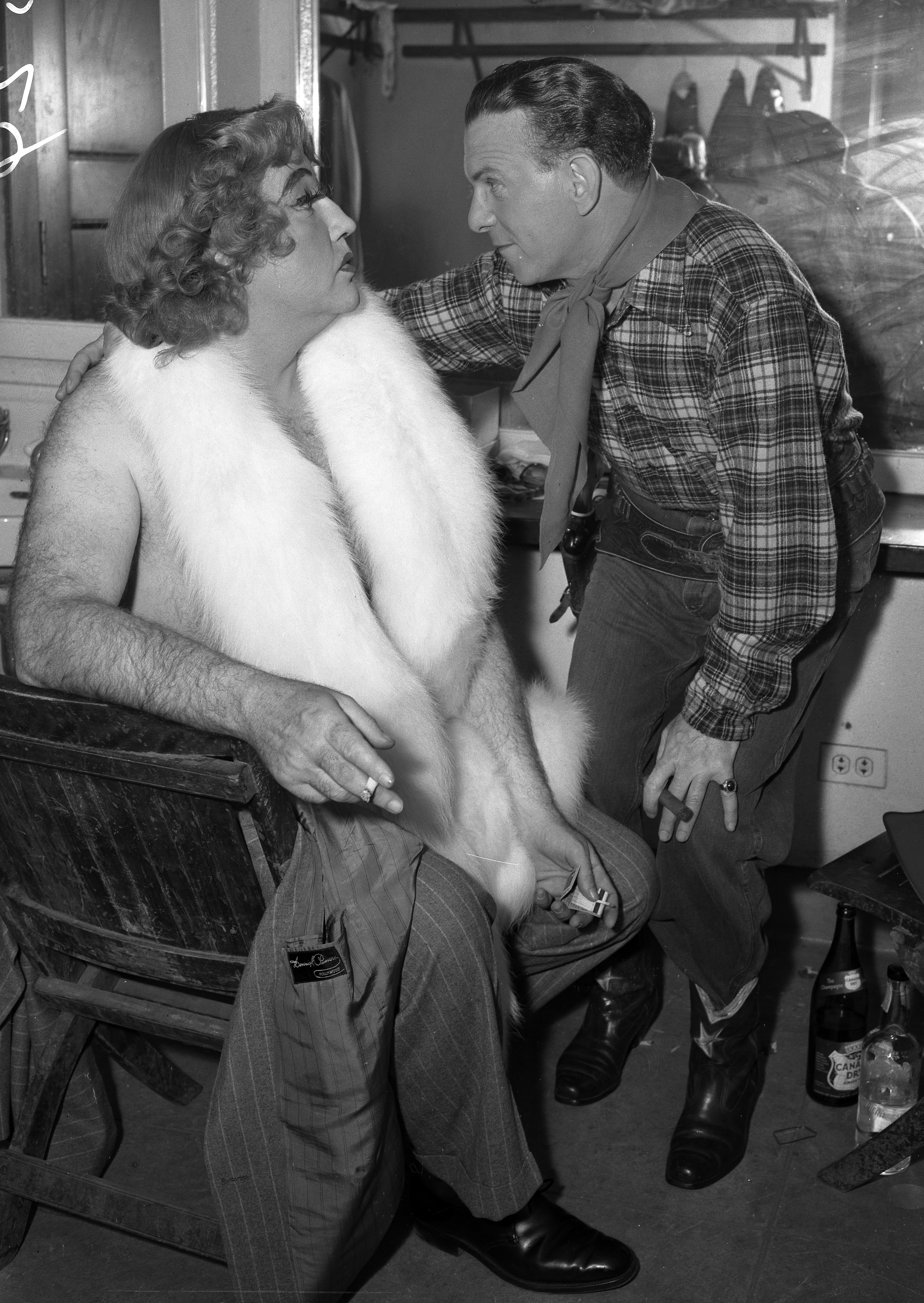
Crawford, travesti, et George Burns, dans les coulisses des Friars Frolics à Los Angeles en 1950

William Broderick Crawford est un acteur américain né le 9 décembre 1911 à Philadelphie et mort le 26 avril 1986 à Rancho Mirage (Californie).

## Biographie
Il a obtenu l'Oscar du meilleur acteur en 1949 pour le rôle de Willie Stark dans Les Fous du roi de Robert Rossen, ainsi qu'un Golden Globe.
Il est le fils des acteurs Lester Crawford et Helen Broderick.

## Filmographie partielle
- 1937 : Madame poursuit Monsieur (Woman Chases Man) de John G. Blystone : Hunk Williams
- 1938 : Start Cheering d'Albert S. Rogell
- 1939 : Ambush de Kurt Neumann : Randall
- 1939 : Sudden money  de Nick Grinde : Archilbald finney, dit « doc »
- 1939 : Undercover doctor de Louis King : Eddie Krator
- 1939 : Beau Geste de William A. Wellman : Hank Miller
- 1939 : Island of Lost Men de Kurt Neumann
- 1939 : Divorcé malgré lui (Eternally Yours) de Tay Garnett : Don
- 1939 : Le Poignard mystérieux (Slightly Honorable) de Tay Garnett : Russ Sampson
- 1939 : La Glorieuse Aventure (The Real Glory) d'Henry Hathaway : Lieutenant Larson
- 1940 : I Can't Give you Anything but Love Baby de Albert S. Rogell
- 1940 : Les Dalton arrivent (When the Daltons Rode) de George Marshall : Bob Dalton
- 1940 : La Maison des sept péchés (Seven Sinners) de Tay Garnett : Edward Patrick Finnegan, dit « Little Ned »
- 1940 : Sur la piste des vigilants (Trail of the Vigilantes) d'Allan Dwan : Swanee
- 1941 : Le Chat noir (The Black Cat), d'Albert S. Rogell : Hubert A. Gilmore Smith, dit « Gil »
- 1941 : Badlands of Dakota (en) d'Alfred E. Green : Bob Holliday
- 1941 : Au sud de Tahiti (South of Tahiti) de George Waggner
- 1942 : Larceny, Inc de Lloyd Bacon : Denny Costello
- 1942 : Broadway, de William A. Seiter
- 1942 : Men of Texas (en) de Ray Enright : Henry Clay Jackson
- 1946 : The Runaround de Charles Lamont : Louis Prentiss
- 1946 : L'Ange noir (Black Angel) de Roy William Neill : Capitaine Flood
- 1947 : L'Homme que j'ai choisi (The Flame), de John H. Auer
- 1947 : La Belle Esclave (Slave Girl) de Charles Lamont : Chips Jackson
- 1948 : Le Bar aux illusions (The Time of Your Life) de H. C. Potter : Krupp
- 1949 : J'ai épousé un hors-la-loi (Bad Men of Tombstone) de Kurt Neumann : William Morgan
- 1949 : L'Extravagant M. Philips (A Kiss in the dark) de Delmer Daves : M. Botts
- 1949 : Anna Lucasta (Anna Lucasta) d'Irving Rapper : Frank
- 1949 : Les Fous du roi (All the King's Men) de Robert Rossen : Willie Stark
- 1950 : S.O.S. - Cargo en flammes (Cargo to Capetown) d'Earl McEvoy : Johnny Phelan
- 1950 : La loi des bagnards (en) (Convicted) de Henry Levin : George Knowland
- 1950 : Comment l'esprit vient aux femmes (Born Yesterday) de George Cukor : Harry Brock
- 1951 : Dans la gueule du loup (The Mob) de Robert Parrish : Johnny Damico
- 1952 : L'Inexorable Enquête (Scandal Sheet) de Phil Karlson : Mark Chapman / George Grant
- 1952 : Le Bal des mauvais garçons (Stop, You're Killing Me) de Roy Del Ruth
- 1952 : L'Étoile du destin (Lone Star) de Vincent Sherman : Thomas Craden
- 1953 : Le Sabre et la Flèche (Last of the Comanches) d'André de Toth : Sgt. Matt Trainor
- 1953 : La Dernière Chevauchée (The Last Posse) d'Alfred L. Werker : Shérif John Frazier'
- 1954 : Les Gens de la nuit (Night People) de Nunnally Johnson : Charles Leatherby
- 1954 : Désirs humains (Human Desire) de Fritz Lang : Carl Buckley
- 1955 : New York confidentiel (New York Confidential) de Russell Rouse : Charlie Lupo
- 1954 : L'Assassin parmi eux (Down Three Dark Streets) d'Arnold Laven
- 1955 : Pour que vivent les hommes (Not as a Stranger) de Stanley Kramer : Dr. Aarons
- 1955 : Il Bidone (Il Bidone) de Federico Fellini : Augusto
- 1956 : La première balle tue (The Fastest Gun Alive) de Russell Rouse : Vinnie Harold
- 1956 : Le Temps de la colère (Between Heaven and Hell) de Richard Fleischer : Waco Grimes
- 1958 : Terreur en mer (The Decks Ran Red) d'Andrew L. Stone : Henry Scott
- 1960 : La Vengeance d'Hercule (La vendetta di Ercole) de Vittorio Cottafavi : Henry Scott
- 1961 : La Nuit des otages (Насиље на тргу) de Leonardo Bercovici : Stefan Bernardi
- 1962 : Convicts 4 de Millard Kaufman : Warden
- 1963 : Chasse à l'homme (No temas a la ley) de Víctor Merenda : L'homme à l'hôtel (non crédité)
- 1964 : La Maison de Madame Adler (A House Is Not a Home) de Russell Rouse : Harrigan
- 1965 : Le Jour d'après (Up from the Beach) de Robert Parrish : MP Major
- 1966 : Kid Rodelo de Richard Carlson : Joe Harbin
- 1966 : La Statue en or massif (The Oscar) de Russell Rouse : shérif
- 1966 : El Texican (The Texican), de Lesley Selander : Luke Starr
- 1970 : Le Troisième Œil (The Yin and the Yang of Mr. Go) de Burgess Meredith : Parker
- 1972 : Baraka à Beyrouth (Embassy) de Gordon Hessler : Frank Dunniger
- 1973 : Terror in the Wax Museum de Georg Fenady : Amos Burns
- 1976 : Won Ton Ton, le chien qui sauva Hollywood (Won Ton Ton, the Dog Who Saved Hollywood) de Michael Winner
- 1977 : The Private Files of J. Edgar Hoover de Larry Cohen : J. Edgar Hoover
- 1980 : Harlequin de Simon Wincer : Doc Wheelan